# Nikolaus Schomer
Nikolaus Schomer (* 1613 in Osnabrück; † 11. November 1690 in Lübeck) war ein deutscher Jurist, Syndikus der Stadt Braunschweig und Ratsherr der Hansestadt Lübeck.

## Leben
Schomer studierte Rechtswissenschaften an den Universitäten in Rostock, Marburg und Frankfurt an der Oder. Nach der Promotion zum Dr. jur. wurde er Advokat in Lübeck, dann Syndikus der Stadt Braunschweig. 1664 kehrte Schomer mit seiner Familie nach Lübeck zurück und wurde 1669 in den Rat erwählt. 1671 vertrat er die Stadt als Gesandter zum Kreistag des Niedersächsischen Reichskreises in Lüneburg. Schomer verfasste ein Gutachten für die Lübecker Brauerzunft, in welchem er die Vorteile des „Reihe-Brauens“ darstellte.
Der Theologe und Rostocker Hochschullehrer Justus Christoph Schomer war sein Sohn.